# گمینا اولخووک
گمینا اولخووک (به لهستانی:  Gmina Ulhówek) یک گمینا در لهستان است که در شهرستان توماشوف لوبلسکی واقع شده‌است. گمینا اولخووک ۱۴۶٫۵۵ کیلومتر مربع مساحت و ۴٬۹۸۳ نفر جمعیت دارد.